# 三起商行
三起商行株式会社（みきしょうこう、英：MIKI SHOKO Co., Ltd.）は、大阪府八尾市若林町に本社を置くベビー服・子供服メーカーである。

## 概要
創業者で現社長の木村皓一が、1971年（昭和46年）に大阪でベビー子供服の製造卸をおこなう「三起産業」を創業する。その後、1978年（昭和53年）に改組、現社名に改めると共に、三起から取ったブランド「MIKI HOUSE」（ミキハウス）を冠した子供服のSPAで勢力を拡大し、海外にも多数出店をおこなう。
主に子供服を中心としたアパレル事業がメインだが、グループ企業（10社）によりベビー総合プロデュース事業をはじめ、他にも出版・教育・外食事業などもおこなっている。
2006年、東京海上キャピタルが筆頭株主に。
2011年、帝人グループなど10社が、東京海上キャピタルが保有する約60%の株式を買い取り。総額は約60億円。
2013年4月22日、イギリス・ロンドン中心部にある老舗高級百貨店「ハロッズ」に日系アパレル企業として初出店した。

## アパレル事業部
アパレル事業部は、ミキハウスグループの中核事業部。展開するブランドは5つ。
- ミキハウス
- ミキハウスファースト
- ミキハウスコレクション
- ミキハウスダブルB
- ミキハウスホットビスケッツ

日本国内の直営店約180をはじめ、日本国外でも9ヵ国で販売している。取り扱うアイテムは、ベビー服、子供服だけではなく、靴、玩具、雑貨など幅広い商品展開を実施している。

## ミキハウススポーツクラブ

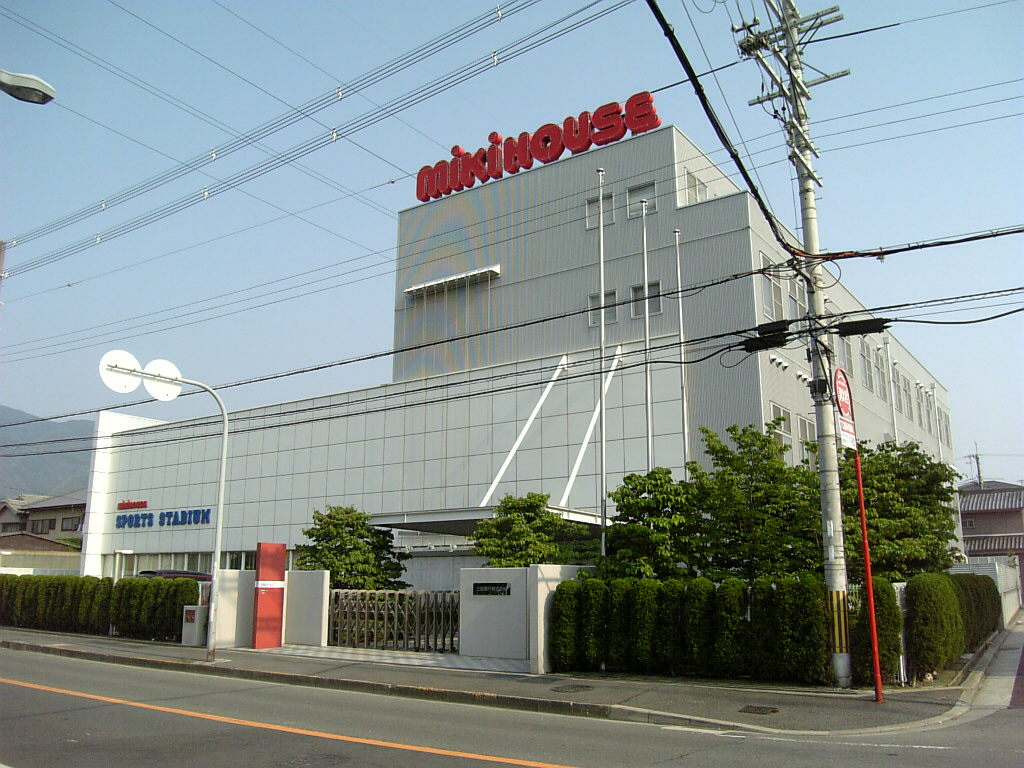
ミキハウス スポーツクラブ

企業がスポーツチームを所有することや競技会へのスポンサー活動などは、その企業のイメージを向上させるのに貢献するが、ミキハウス（三起商行）もスポーツクラブを運営し、2019年現在13競技で34人が所属している。所属選手はミキハウスの社員の身分である（ジュニアSCの所属選手は除く）。このミキハウススポーツクラブとは別に、社会人野球チームとして「ミキハウス硬式野球部」 を保有している。また、社長である木村は「ミキハウスHKサービス」の法人名にて馬主としても活動している(冠名は「シャチョウ」、勝負服は赤・青袖・黄星散)。

### 現役選手（2019年度）
- 柔道 山部佳苗、丸山城志郎、池絵梨菜、佐藤史織、ジュリ・アルベアル
- テコンドー 濱田真由
- 空手 清水希容
- レスリング 文田健一郎
- 体操競技 寺本明日香
- 卓球 佐藤瞳、芝田沙季、橋本帆乃香、塩見真希
- アーチェリー 川中香緖里、加藤綾乃、永峰沙織、杉本智美
- カヌー 羽根田卓也
- セーリング 須長由季、川田貴章
- 飛込競技 寺内健、坂井丞
- アーティスティックスイミング 小俣夏乃、澤田眞夏
- 競泳 鈴木聡美、小関也朱篤、高橋美帆、清水咲子、長谷川純矢、藤森丈晴、天井翼、諸貫瑛美
- テニス 土居美咲、西岡良仁

### 引退選手
- 柔道 薪谷翠、野村忠宏
- 卓球 平野早矢香
- テニス 森上亜希子
- バトントワリング 木村朱美

## CM
世界の国の街角で、子供たちの笑顔を映したCMは同社の代表的なイメージ戦略となった。特にフランスで撮影され、少年がフランスの子守唄、Fais dodoを歌い、家族に拍手される様子を映した「父は、君が好きです。ただ、それだけです」などのCMをはじめ、39人の赤ちゃんたちの声でルートヴィヒ・ヴァン・ベートーヴェンの「交響曲第9番第4楽章『歓喜の歌』」を奏でるCM など、その他にも数多くのCMが放映されている。
しかし少子化の影響もあり、スポンサー番組（後述）が少なくテレビCMに関してはスポットCMで少々流れる程度である。なお、銀座三越の入り口に設置された街頭ビジョンでは毎日CMが放映されていた。

## スポンサー番組（過去に提供された番組も含む）
現在
- はじめてのバースデー（朝日放送テレビ・一社提供番組）
- 一柳良雄が問う日本の未来 (BSテレ東)
- サントリー1万人の第九（MBS制作・TBS・CBC・RKB・HBCほか）※2016年より

主にスペシャル番組での提供が多い。
一社提供番組・提供読みは「子供の夢を見つめるミキハウス」だった。
- 地球大好き!大冒険!（朝日放送）
- 地球は僕らの宝島（朝日放送）
- 地球キャッチミー→新・地球キャッチミー（朝日放送、途中から同社を含む複数社提供となった。）
- 世界は夢家族（毎日放送）
- じゃんけんキッズ（TBS）
- がんばれ!元気ッズ（朝日放送） 他
- めばえ（読売テレビ）※2019年4月からそれまでのスタジオアリスから引き継いだ形となった。

各社共同提供番組
- 金曜ロードショー（日本テレビ）
- 水曜ロードショー（日本テレビ系列）
- 野生の王国（毎日放送）
- 新ビーグル号探検記（毎日放送）
- 月曜ドラマランド（フジテレビ）
- 金曜劇場（フジテレビ）
- 巨泉の使えない英語（朝日放送）
- 世界痛快伝説!!運命のダダダダーン!Z（朝日放送）
- 関西テレビ制作・月曜夜10時枠の連続ドラマ→関西テレビ制作火曜夜10時枠の連続ドラマ（関西テレビ）
- めちゃ×2イケてるッ!（フジテレビ）
- 一柳良雄が問う 日本の未来（BSジャパン）
- ポンキッキーズ（フジテレビ）
- Pluspo（東海テレビ）
- 天才!志村どうぶつ園（日本テレビ・30秒） 他

## テレビ番組
- 日経スペシャル カンブリア宮殿 不況でも"一流"を作れ！（2009年4月27日、テレビ東京）[4]

## 書籍

### 関連書籍
- 『ミキハウスはなぜ売れるのか 低価格時代でも一流品にこだわる秘密お客様にも社員にも夢を与える元気企業の経営術』（著者:田隆）（2001年5月1日、エール出版社）ISBN 9784753920549
- 『ミキハウス流本気でやれば、できる ミキハウス流』（編者:ミキハウスグループ）（2002年1月25日、三起商行）ISBN 9784895888059
- 『惚れて通えば千里も一里 ミキハウス・スタイル』（著者:木村皓一）（2004年6月30日、三起商行）ISBN 9784895888080
- 『ミキハウス 「ご縁」が紡ぐ世界ブランド これまでの50年とこれからの50年』（著者:村田博文）（2022年4月6日、財界研究所）ISBN 9784879321480